# Ileksa
Ileksa nebo Iloksa (rusky Илекса popř. Илокса) je řeka v Archangelské oblasti a v Karelské republice v Rusku. Je 155 km dlouhá. Povodí má rozlohu 3950 km².

## Průběh toku
Odtéká z Kalgačinského jezera a protéká přes celou řadu dalších jezer. Ústí do Vodlozera.

## Vodní stav
Průtoky vody se pohybují od 11 do 137 m³/s.

## Využití
Řeka je splavná pro vodáky.